# Пильненское водохранилище
Пи́льненское водохранилище (ранее Пильненский пруд, также Пильный пруд, Пильнинский пруд) — искусственно созданный водоём на реке Ельничной, в городе Первоуральске Свердловской области России. Площадь — 0,3 км².

## История и происхождение названия
Водоём получил своё название по месту расположения — от посёлка Пильная.
Он был образован как заводской пруд в 1760 году запруживанием реки Ельничной для работы механизмов местной лесопилки (пильной мельницы). Изначально пруд назывался по имени деревни Ельничной, которая получила название от реки, позднее за деревней закрепилось название Пильная. В XIX веке это название стало официальным.

## География
Водохранилище расположено в северо-восточной части Первоуральска, к востоку от горы Пильной, в одноимённом посёлке-микрорайоне. Вытянуто с запада-северо-запада на восток-юго-восток приблизительно на 1,4 км. Плотина расположена в западной части. Урез воды — 373,8 м над уровнем моря. Ниже по течению расположен ещё один небольшой пруд, также носящий название Пильненский пруд.
С юга и восток водохранилище окружено лесом. Треть береговой линии застроена. На западе по левому берегу проходит улица Старателей. Параллельно ей, в продолжении автодороги возле плотины, начинается Шахтёрская улица. По северному берегу пролегают улицы 3-я Пильная и Береговая. На северо-востоке водоёма есть небольшой песчаный пляж.

## Морфометрия
Длина водохранилища составляет 1,4 км, ширина достигает 0,3 км. Площадь зеркала водоёма — 0,3 км². Средняя глубина составляет примерно 3 м, а наибольшая — 6 м. Плотина находится в 7 км от устья реки.

## Гидрология
Водохранилище представляет собой водоём руслового типа на реке Ельничной (притоке Большой Шайтанки). Дно водоёма илистое.

## Ихтиофауна
В водоёме обитают следующие виды рыб: ёрш, карась серебряный, налим, окунь, плотва, щука.

## Данные водного реестра
По данным государственного водного реестра России водохранилище относится к Камскому бассейновому округу, водохозяйственный участок — Чусовая от г. Ревда до пгт. Кын, речной подбассейн реки — Бассейны притоков Камы до впадения Белой, речной бассейн — Кама.
Код объекта в государственном водном реестре — 10010100621499000000010.